# Pont Michaud
Le pont Michaud est un pont routier situé au Bas-Saint-Laurent qui relie les deux rives de la rivière Matane dans la ville de Matane.

## Description
Le pont est emprunté par la route du Grand-Détour. Il comporte deux voies de circulation soit une voie dans chaque direction. Environ 900 véhicules empruntent le pont quotidiennement.